# Ike Iroegbu
Pour les articles homonymes, voir Ike.
Ikenna Ugochukwu Iroegbu, né le 14 mars 1995, à Sacramento en Californie, est un joueur nigérian-américain de basket-ball. Il mesure 1,85 m et évolue au poste de meneur.

## Biographie

### Carrière universitaire
Iroegbu passe sa carrière universitaire chez les Cougars de Washington State entre 2013 et 2017.

### Carrière professionnelle

#### Clippers d'Agua Caliente (2017-2018)
Le 22 juin 2017, automatiquement éligible, il n'est pas sélectionné lors de la draft 2017 de la NBA.
Le 13 octobre 2017, il signe un contrat avec les Clippers de Los Angeles. Le 14 octobre, il est libéré par les Clippers et devient agent libre.
Le 21 octobre 2017, il rejoint les Clippers d'Agua Caliente, l'équipe de G-League affiliée aux Clippers de Los Angeles. Durant la saison 2017-2018, il a des moyennes de 12,24 points, quatre rebonds et 3,8 passes décisives.

#### Science City Jena (2018-fév. 2019)
Le 12 juillet 2018, il part en Allemagne où il signe pour le Science City Jena un contrat d'un an.

#### Lietkabelis Panevėžys (fév.-jui. 2019)
Le 1er février 2019, il part en Lituanie et signe au Lietkabelis Panevėžys pour la fin de la saison 2018-2019.

#### Chalon-sur-Saône
Il s'engage pour la toute fin de saison à l'Élan Chalon début juin 2021.

#### Hapoël Galil Elyon
En août 2021, Iroegbu rejoint l'Hapoël Galil Elyon, club de première division israélienne.

### Sélection nationale
Iroegbu joue pour les D'Tigers, l'équipe nationale du Nigéria.
Entre le 8 et 16 septembre 2017, il participe à l'AfroBasket 2017. Durant ce tournoi, il a des moyennes de 14,8 points, cinq rebonds et cinq passes décisives par match. Il est nommé dans le meilleur cinq majeur du tournoi.
Entre le 31 août et le 16 septembre 2019, il participe à la Coupe du monde 2019 en Chine. Son équipe termine 17e de la compétition.

## Statistiques

### Universitaires
| Saison    | Équipe           | Matchs | Titul. | Min./m | % Tir | % 3pts | % LF | Rbds/m. | Pass/m. | Int/m. | Ctr/m. | Pts/m. |
| --------- | ---------------- | ------ | ------ | ------ | ----- | ------ | ---- | ------- | ------- | ------ | ------ | ------ |
| 2013-2014 | Washington State | 31     | 3      | 18,1   | 35,5  | 32,4   | 69,2 | 1,87    | 1,45    | 0,52   | 0,10   | 5,48   |
| 2014-2015 | Washington State | 31     | 30     | 27,0   | 43,5  | 35,6   | 74,7 | 2,84    | 3,42    | 0,55   | 0,13   | 8,94   |
| 2015-2016 | Washington State | 31     | 31     | 30,7   | 45,3  | 34,7   | 77,1 | 3,39    | 3,61    | 0,87   | 0,10   | 12,74  |
| 2016-2017 | Washington State | 31     | 31     | 34,2   | 45,1  | 37,5   | 67,9 | 4,16    | 3,6     | 0,71   | 0,13   | 12,58  |
| Total     |                  | 124    | 95     | 27,5   | 43,3  | 35,2   | 72,4 | 3,06    | 3,02    | 0,66   | 0,11   | 9,94   |

### Professionnels

#### Saison régulière
| Saison    | Équipe                   | Matchs | Titul. | Min./m | % Tir | % 3pts | % LF | Rbds/m. | Pass/m. | Int/m. | Ctr/m. | Pts/m. |
| --------- | ------------------------ | ------ | ------ | ------ | ----- | ------ | ---- | ------- | ------- | ------ | ------ | ------ |
| 2017-2018 | Clippers d'Agua Caliente | 50     | 14     | 24,7   | 41,3  | 26,6   | 70,5 | 4,06    | 3,82    | 0,82   | 0,12   | 12,22  |
| 2018-2019 | Science City Iéna        | 10     | 1      | 17,6   | 43,3  | 15,0   | 76,9 | 3,00    | 2,30    | 0,50   | 0,00   | 11,10  |
| 2018-2019 | Lietkabelis Panevėžys    | 20     | 11     | 23,5   | 46,5  | 38,6   | 77,3 | 3,45    | 3,25    | 0,85   | 0,10   | 13,45  |

## Palmarès

### Sélection nationale
- 2e de l'AfroBasket 2017
- 17e à la Coupe du monde en 2019

### Distinction personnelle
- Nommé dans le meilleur cinq majeur de l'AfroBasket 2017